# Hanns Albin Rauter

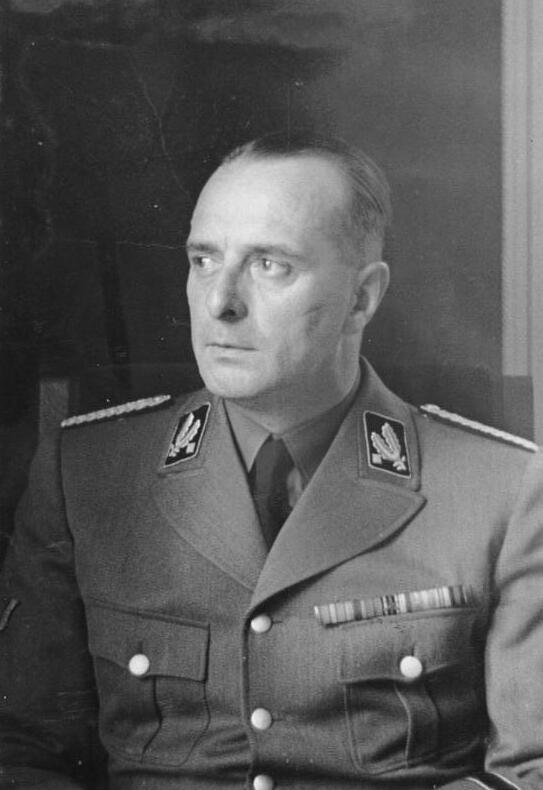
Hanns Albin Rauteren en 1939.

Johann Baptist Albin Rauter (Klagenfurt, Austria; 4 de febrero de 1895 - Scheveningen, Holanda; 24 de marzo de 1949) fue un alto jefe de las SS y de la Policía en los Países Bajos durante el período de 1940-1945. Rauter reportaba directamente a Heinrich Himmler y a Arthur Seyss-Inquart. Después de la Segunda Guerra Mundial, fue condenado por crímenes contra la humanidad y ejecutado por un escuadrón de fusilamiento.

## Juventud y carrera
Rauter se graduó como bachiller en 1912, y empezó estudios como Ingeniero en la Universidad Técnica de Graz. Al estallido de la Primera Guerra Mundial, Rauter ingresó como voluntario al Ejército Austrohúngaro. Él sirvió en un destacamento de asalto de montaña o Gebirgsschützenregiment de donde fue dado de baja en 1919 habiendo alcanzado el rango de Teniente (Oberleutnant). Rauter tomó parte en el Frente por la Libertad Kärnter (Kärntner Freiheitskampf) en 1919, y desde mayo hasta julio de 1921, combatió en el Cuerpo Libre "Oberland" (Freikorps Oberland) en Oberschlesien. 
Rauter conoció a Adolf Hitler en 1929 y se unió al Partido Nazi en Austria. Sus actividades clandestinas lo obligaron a abandonar Austria, escapando hacia Alemania en 1933, donde se incorporó al Departamento Austria del NSDAP. Ahí se unió a la SA, y estuvo activo en la planificación de actividades ilegales en su país natal. En 1935, dejó las SA para unirse a las SS. Hasta 1940, fue el líder del Departamento Sureste de las SS en Breslau.

## Acciones en la Holanda ocupada
En mayo de 1940, fue nombrado Generalkommissar für das Sicherheitswesen (Comisionado para las fuerzas de seguridad) y  Höhere SS-und Polizeiführer (Alto Jefe de la SS y Jefe de Policía) para los Países Bajos. En su posición como comandante de Policía y alto mando de las SS en Holanda, Rauter fue responsable de la deportación de 110.000 judíos holandeses hacia los Campos de concentración nazis, de donde solamente 6.000 sobrevivieron, además de reprimir de manera sangrienta a la Resistencia holandesa. Fue responsable de la deportación de 300.000 holandeses hacia Alemania como esclavos para labores forzadas. Él ordenó la interrupción sangrienta de la "Huelga de febrero", ocurrida el 26 de febrero de 1941, esta huelga fue interrumpida al declarar un Estado de Emergencia y ejecuciones sumarias. 
Durante el asalto aliado en Arnhem en la Operación Market Garden,  Rauter comandó el Kampfgruppe Rauter durante las operaciones en el área de Veluwe y cerca de los puentes sobre el río Ijssel. El Kampfgruppe Rauter consistió en la unión del Landstorm Nederland, Wachbataillon Nordwest y el regimiento de la Ordnungspolizei. Después del asalto en Arnhem, que había sido ganado por los alemanes, a Rauter se le dio el comando del Frente Maas como general de las Waffen SS.
En marzo de 1945, resultó severamente herido por un ataque de la Resistencia holandesa en el sitio conocido como Woeste Hoeve en el Veluwe. Como represalia, los alemanes ejecutaron cientos de prisioneros políticos en el sitio del ataque, 50 más en el Campo de concentración de Amersfoort y 40 en las ciudades de La Haya y Róterdam. El ataque no había sido planificado; la resistencia simplemente quería robar un camión cargado de carne. En lugar del camión, el auto BMW de Rauter fue detenido por elementos de la resistencia vestidos con uniformes alemanes. No obstante, Rauter había redactado una directiva por la cual las patrullas alemanes no podía detener los vehículos militares alemanes, por lo cual los guerrilleros dispararon contra el vehículo matando a todos los ocupantes; sin embargo, Rauter fingió estar muerto y sobrevivió. Fue encontrado por una patrulla militar alemana y trasladado a un hospital donde permaneció hasta su arresto por la Policía Militar Británica al final de las hostilidades.

## Después de la guerra
Rauter fue entregado por los británicos al Gobierno de Holanda, después de la guerra y llevado a una Corte Especial en La Haya, la cual lo sentenció a muerte. Esta condena fue confirmada por la Corte Suprema de Holanda, el 12 de enero de 1949. Una película filmada durante su juicio, muestra a Rauter negando su culpabilidad en Crímenes de guerra. Hanns Albin Rauter fue ejecutado por medio de un pelotón de fusilamiento cerca de Scheveningen, el 24 de marzo de 1949. Su lugar de enterramiento es un secreto de Estado. 
- Datos: Q112188
- Multimedia: Hanns Albin Rauter / Q112188